# Timi Lahti
Timi Tapio Lahti (Jyväskylä, 28 giugno 1990) è un ex calciatore finlandese, di ruolo difensore.

## Carriera

### Club
Cresciuto nella squadre finlandesi di Jyväskylän Jalkapalloklubi e Haka, nel 2007 viene acquistato dal Padova militando sempre nel settore giovanile. Nel gennaio 2010 viene ceduto in prestito al Belluno in Serie D.
A fine stagione torna in Finlandia al Haka, facendo però ritorno in Italia nel dicembre 2010, sempre in prestito, al Belluno in Serie D.
Successivamente ritorna in Finlandia all'Haka che nel 2011 lo cede all'HJK Helsinki.

### Nazionale
Tra il 2008 e il 2009 ha militato nelle nazionali Under-18 e Under-19. Dal 2010 fa parte della Nazionale Under-21 della Finlandia.

## Statistiche

### Presenze e reti nei club
Statistiche aggiornate al 19 aprile 2012.
| Stagione       | Squadra | Campionato | Campionato | Campionato | Coppe nazionali | Coppe nazionali | Coppe nazionali | Coppe continentali | Coppe continentali | Coppe continentali | Altre coppe | Altre coppe | Altre coppe | Totale | Totale |
| Stagione       | Squadra | Comp       | Pres       | Reti       | Comp            | Pres            | Reti            | Comp               | Pres               | Reti               | Comp        | Pres        | Reti        | Pres   | Reti   |
| -------------- | ------- | ---------- | ---------- | ---------- | --------------- | --------------- | --------------- | ------------------ | ------------------ | ------------------ | ----------- | ----------- | ----------- | ------ | ------ |
| gen.-giu. 2010 | Belluno | D          | 19         | 0          | -               | -               | -               | -                  | -                  | -                  | -           | -           | -           | 19     | 0      |
| 2010           | Haka    | V          | 7          | 0          | CF              | ?               | ?               | -                  | -                  | -                  | -           | -           | -           | 7      | 0      |
| dic. 2010-2011 | Belluno | D          | 9          | 0          | -               | -               | -               | -                  | -                  | -                  | -           | -           | -           | 9      | 0      |
| 2011           | Haka    | V          | 17         | 0          | CF              | 3               | ?               | -                  | -                  | -                  | -           | -           | -           | 20     | 0      |
| 2011           | HJK     | V          | 8          | 0          | CF              | ?               | ?               | UEL                | 2                  | 0                  | -           | -           | -           | 10     | 0      |
| 2012           | HJK     | V          | 25         | 0          | CF              | 3               | 0               | UCL                | 4                  | 0                  | CL          | 8           | 1           | 40     | 1      |
| Totale         | Totale  | Totale     | 85         | 0          |                 | ?               | ?               |                    | 6                  | 0                  |             | 8           | 1           | ?      | ?      |

## Palmarès
- Campionato finlandese: 3

HJK: 2011 2012 2013